# 맷 카들
맷 카들(Matt Cardle, 1983년 4월 15일 ~ )은 잉글랜드의 싱어송라이터이다.